# Peter Toshio Jinushi
Peter Toshio Jinushi (jap. ペトロ地主敏夫 Petoro Jinushi Toshio; ur. 20 września 1930 na wyspie Hokkaido, zm. 4 maja 2021 w Sapporo) – japoński duchowny rzymskokatolicki, w latach 1988-2009 biskup diecezjalny Sapporo.

## Życiorys
Święcenia kapłańskie przyjął 20 marca 1960 w diecezji Sapporo. 3 października 1987 papież Jan Paweł II mianował go ordynariuszem rodzinnej diecezji. Sakry udzielił mu 15 stycznia 1988 Peter Seiichi Shirayanagi, arcybiskup metropolita Tokio i późniejszy kardynał. We wrześniu 2005 osiągnął biskupi wiek emerytalny (75 lat), ale papież Benedykt XVI przedłużył jego posługę o ponad cztery lata, ostatecznie przyjmując jego rezygnację z dniem 17 listopada 2009. Od tego czasu do śmierci pozostawał biskupem seniorem diecezji.